# سیارک ۱۲۱۶۲
سیارک ۱۲۱۶۲ (به انگلیسی: 12162 Bilderdijk، نامگذاری:2145T-2)۱۲۱۶۲مین سیارک کشف شده‌است که در ۲۹ سپتامبر ۱۹۷۳ کشف شد.